# Скоморохово (Городищенская волость)
Скоморохово — деревня в Островском районе Псковской области. Входит в состав Островской волости.
Расположена севернее берега реки Пенная, в 10 км к востоку от центра города Остров.
| 2001 | 2002 | 2010 |
| ---- | ---- | ---- |
| 6    | →6   | ↘3   |

## История
Деревня до апреля 2015 года входила в состав ныне упразднённой Городищенской волости района.